# Speak to Me (canción de Depeche Mode)
«Speak to Me» (en español, Háblame) es el quincuagésimo noveno disco sencillo del grupo inglés de música electrónica Depeche Mode, el cuarto desprendido de su álbum Memento Mori, dado a conocer en agosto de 2023, solo en una remezcla en su versión sencillo y solo a través de plataformas digitales.
«Speak to Me» es un tema coescrito por el vocalista Dave Gahan, su baterista de sesión, Christian Eigner, quien participa con el grupo desde hace más de veinte años, el propio productor del disco, James Ford, así como la ingeniera Marta Salogni.
Como se distribuye la música desde la última década, el tema fue promocionado mediante una remezcla única como sencillo promocional y la propia base de datos de la banda lo acredita como tercer sencillo del material.

## Descripción
De acuerdo con Marta Salogni, responsable de la mezcla del álbum, ella y James Ford fueron acreditados como coautores del tema debido a haberle dado los últimos toques una vez que David Gahan se los presentó, lo cual le gustó tanto al cantante que decidió darles el crédito. 
Como sea, el tema inusualmente en la carrera de Depeche Mode compuesto por cuatro personas, tiene una extraña calidad dark wave que en realidad no se recuperaba desde hace un tiempo, con una melancólica propuesta acerca de entendimiento y pesar.

## Formatos

### Digital
| Columbia Speak to Me (HI-LO Remix) |                             |          |  |
| N.º                                | Título                      | Duración |  |
| 1.                                 | «Speak to Me» (HI-LO Remix) | 3:45     |  |

### En disco de vinilo
12 pulgadas Columbia  My Cosmos is Mine / Speak to Me Remixes
| Lado A |                                  |          |  |
| N.º    | Título                           | Duración |  |
| 1.     | «My Cosmos is Mine» (ANNA Remix) | 8:01     |  |

| Lado AA |                                      |          |  |
| N.º     | Título                               | Duración |  |
| 1.      | «Speak to Me» (HI-LO Extended Remix) | 5:55     |  |

## En directo
"Speak to Me" estuvo presente en varias de las fechas del Memento Mori World Tour, de modo rotativo, en una interpretación que reproducía el minimalismo como está desarrollada.